# Neodiplotoxa mexicana
Neodiplotoxa mexicana är en tvåvingeart som först beskrevs av Oswald Duda 1930.  Neodiplotoxa mexicana ingår i släktet Neodiplotoxa och familjen fritflugor. Inga underarter finns listade i Catalogue of Life.